# 嵐電嵯峨駅
嵐電嵯峨駅（らんでんさがえき）は、京都府京都市右京区嵯峨天龍寺今堀町にある京福電気鉄道嵐山本線の停留場。駅ナンバリングはA12。

## 歴史

### 年表
- 1910年（明治43年）3月25日：嵐山電車軌道の嵯峨停車場前駅（さがていしゃばまええき）として開業[1][2]。
- 1918年（大正7年）4月2日：会社合併により京都電燈が経営する嵐山電鉄の停留場となる[2]。
- 1925年（大正14年）11月16日：嵯峨駅前駅（さがえきまええき）に改称[1]。
- 1942年（昭和17年）3月2日：路線継承により京福電気鉄道の停留場となる[2]。
- 2007年（平成19年）3月19日：嵐電嵯峨駅に改称[1][2]。

### 備考
かつての駅名である嵯峨停車場前駅、および嵯峨駅前駅は、1897年（明治30年）開業の嵯峨駅の近隣にあることから付けられたものである。1994年（平成6年）にその嵯峨駅が嵯峨嵐山駅に改称したあとも当停留場の名前は存置されていた。
嵯峨嵐山駅に近く比較的観光客の利用も多いことから、かつては付近の喫茶店に回数券等に加えて「嵐電1日フリーきっぷ」の販売を委託していた。嵐電1日フリーきっぷの販売を商店等に委託している唯一の例であったが、2012年（平成24年）12月末をもって取り扱いを終了した。

## 停留場構造

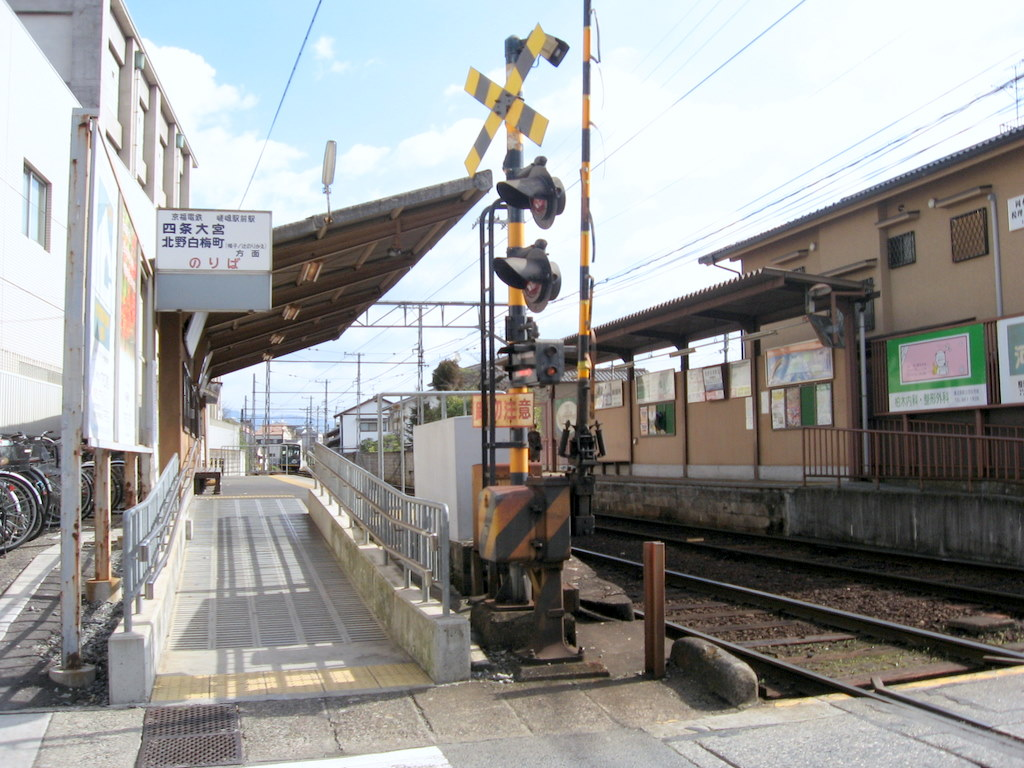
嵯峨駅前駅時代の上りホーム (2007年2月)

相対式ホーム2面2線の地上駅。西側の踏切を通過し、嵯峨嵐山駅へと至る道路へは各ホームとも斜路で連絡する。

## 停留場周辺
- 西日本旅客鉄道（JR西日本）山陰本線（嵯峨野線）嵯峨嵐山駅 - 北へ約300メートル、徒歩約4分。
- 嵯峨野観光鉄道嵯峨野観光線トロッコ嵯峨駅 - 同上。
- 長慶天皇嵯峨東陵（駅から南へすぐ）
- 安倍晴明墓

## 隣の停留場
京福電気鉄道
■嵐山本線
鹿王院駅 (A11) - 嵐電嵯峨駅 (A12) - 嵐山駅 (A13)
- 括弧内は駅番号を示す。